# Ramularia tricherae

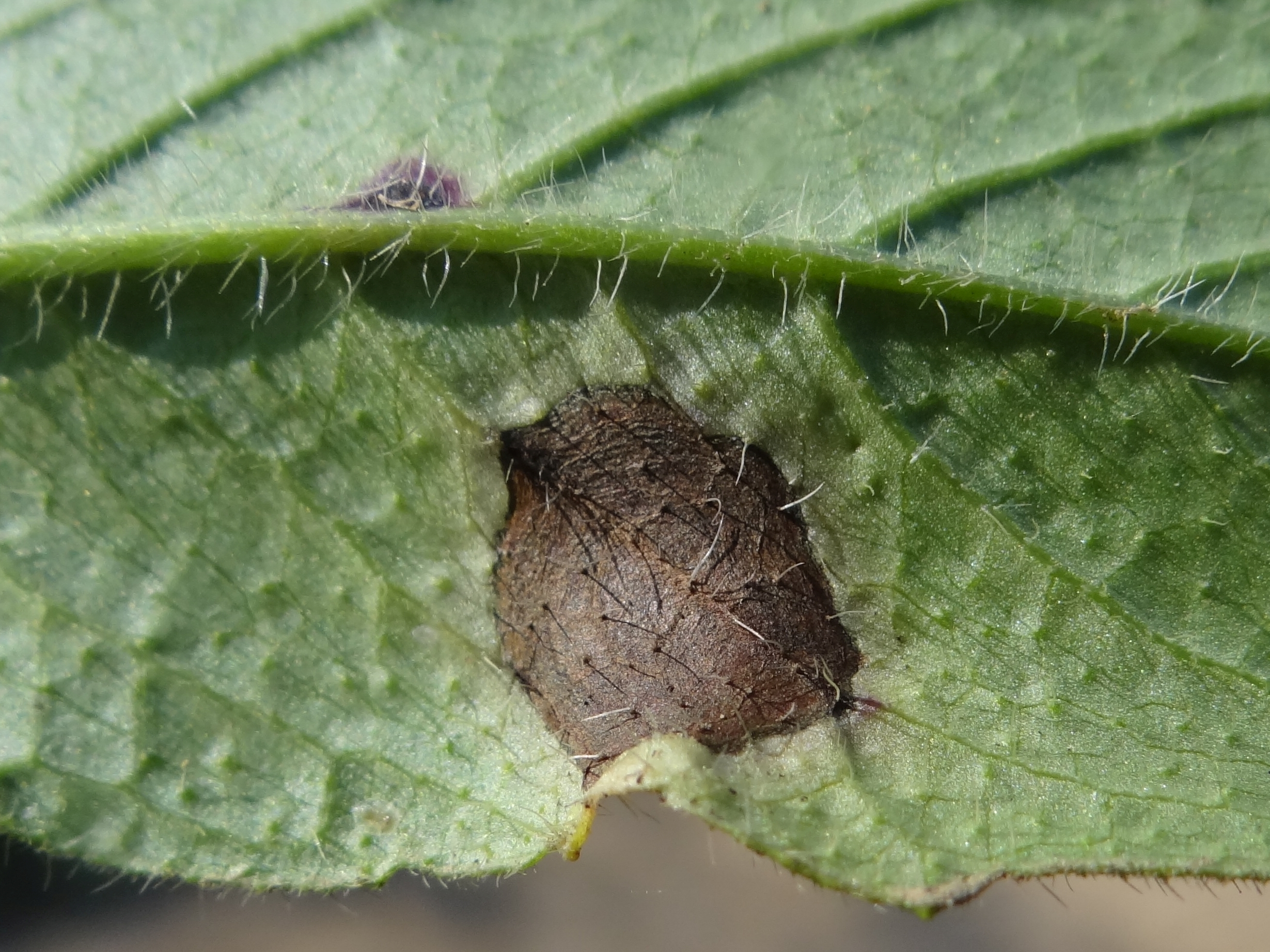
Plama na liściu

Ramularia tricherae Lindr. – gatunek grzybów z klasy Dothideomycetes. Pasożyt roślin z rodzaju świerzbnica (Knautia). Powoduje u nich plamistość liści.

## Systematyka i nazewnictwo
Pozycja w klasyfikacji według Index Fungorum: Ramularia, Mycosphaerellaceae, Capnodiales, Dothideomycetidae, Dothideomycetes, Pezizomycotina, Ascomycota, Fungi.
W niektórych źródłach polskich opisywany jako Ramularia tricheriae Lindr.

## Objawy porażenia i morfologia
W miejscu rozwoju grzybni na porażonych liściach roślin powstają mniej więcej okrągłe, rzadziej eliptyczne plamy o średnicy 0,5–10 mm i barwie od brązowej do fioletowo czarnej, czasami z rozproszonym fioletowym halo. W starszych plamach środek staje się jasnobrązowy z purpurowofioletowym obrzeżem. Sąsiednie plamy zlewają się.
Endobiont rozwijający się wewnątrz tkanek porażonej rośliny. Strzępki hialinowe, lekko nabrzmiałe, o szerokości 2–4 μm, tworzące pod skórką rośliny lub śródnaskórkowo warstewkę o grubości 15–40 μm. Konidiofory wyrastają z podkładek przez aparaty szparkowe rośliny, lub pęknięcia skórki. Są luźne, elastyczne, nitkowate, giętkie, proste, o długości 10–65 μm i średnicy (2–)1,5–3 μm, 1–3-komórkowe, hialinowe, gładkie. Blizny po oderwanych konidiach nieco ciemniejsze. Konidia cylindryczne, elipsoidalne lub podłużnie jajowate, hialinowe, o wymiarach 6–20 × 2–4 μm, brodawkowate, o szczytach zaokrąglonych lub nieco spiczastych. Są przeważnie jednokomórkowe, rzadziej dwukomórkowe i powstają pojedynczo lub w łańcuszkach.

## Żywiciele
Monofag występujący tylko na świerzbnicach. Zanotowano jego występowanie na następujących gatunkach: Knautia arvensis, Knautia dipsacifolia, Knautia integrifolia, Knautia longifoia, Knautia purpurea, Knautia tatarica. W Polsce notowany na licznych stanowiskach na świerzbnicy polnej (Knautia arvensis).